# زولتان غابور زابو
زولتان غابور زابو (بالمجرية: Szabó Zoltán Gábor)‏ (و. 1908 – 1995 م) هو عالم الكيمياء الفيزيائية، وأستاذ جامعي مجري، ولد في دبرتسن، كان عضوًا في أكاديمية ساكسون للعلوم (منذ 8 يونيو 1979)، وكان عضوًا في الأكاديمية الهنغارية للعلوم، توفي في بودابست، عن عمر يناهز 87 عاماً.

## التعليم
تعلم في جامعة أوتفوش لوراند (1926–1930)
.

## جوائز
حصل على جوائز منها:
- نيشان الفنون والآداب من رتبة قائد (17 يناير 2013)[1]
- جائزة المنافسة العامة  [لغات أخرى]‏ (1946)